# Consonante oclusiva
Una consonante oclusiva o plosiva, es un tipo de sonido consonántico obstruyente producido por una detención del flujo de aire y por su posterior liberación.
Desde el punto de vista articulatorio, se llaman oclusivas debido al cierre de los órganos articulatorios (orales y nasales) durante su emisión. Hay tres momentos en la pronunciación de un sonido:
1. Intensión
2. Tensión
3. Distensión

El fenómeno de la oclusión se produce en el momento dos, el de la tensión.
Desde el punto de vista acústico, estas consonantes son también denominadas explosivas o momentáneas porque su momento más audible es el tres, el de la distensión, que se produce tras la interrupción en la percepción en el momento de la tensión.

## Características
- Interrupción total en la emisión del sonido articulado que se producen en el momento de la tensión.
- Explosión que sigue a esa interrupción y se produce en el momento tres, el de la distensión en forma de sonido turbulento.
- En forma de sonido breve.
- En forma de un sonido intenso.
- Estas consonantes se caracterizan por la rapidez de las transiciones de los formantes de las vocales contiguas.

## En español
En el idioma español existen seis fonemas divididos en dos series: tres sordos /p, t, k/ y tres sonoros /b, d, g/. Series análogas se encuentran en muchos otros idiomas, Ambas series contienen los mismos tres puntos de articulación: bilabial /p, b/, dental /t, d/ y velar /k, g/. 

### Pronunciación

#### Sordas
Pronunciación de la [p]: La articulación de esta consonante bilabial oclusiva sorda se produce con los labios cerrados y una abertura de las mandíbulas de unos 5mm, el velo del paladar permanece cerrado, la tensión es media y la glotis permanece muda. Ejemplos: padre, despacio, cuerpo, culpa, compra.
En contacto con una [t] siguiente, la articulación de la [p] resulta implosiva; mientras los labios están cerrados, forma la lengua la oclusión de dicha [t] sin dar tiempo a la salida del aire para la explosión de la [p], la tensión muscular es débil. Ejemplos: apto, concepto, reptil, inepto. 
Seguida de [k] o [s], la [p] mantiene una pronunciación fuerte, especialmente cuando se encuentra en sílaba acentuada. Ejemplos: cápsula, eclipse, inepcia. Pero en la pronunciación corriente y sobre todo en posición inacentuada, la "p" seguida de dichas consonantes toma normalmente el sonido de la [b] fricativa. 
Encontramos ocasiones en que no se pronuncia la [p] en el grupo inicial "ps". Ejemplos: psicología, psicólogo. De la misma forma, se pierde la pronunciación de la [p] en algunas palabras cultas que poseen el grupo "pc" como: suscripción, transcripción…
Pronunciación de la [t]: En esta consonante dental oclusiva sorda, la articulación se produce con abertura de los labios, las mandíbulas se entreabren unos 2mm no llegando a ser visible su abertura entre los incisivos a causa del encaje de los dientes inferiores detrás de los superiores, la punta de la lengua se apoya contra la cara interior de los incisivos superiores, formando con ellos una oclusión completa, del mismo modo se apoya en los incisivos inferiores y en ambos costados de la boca contra los molares superiores, cerrando la salida lateral del aire espirado. La glotis permanece muda y la tensión muscular es media. Ejemplos: tarde, tinta, patio, letrado.
La "t" final de sílaba en palabras como: atlas, ritmo, étnico, especialmente en posición inacentuada (atmósfera, Atlántico, etnología), aparece únicamente con su propio sonido de oclusiva sorda cuando la pronunciación es fuerte o enfática. En la conversación normal, se convierte en una [ð] sonora y fricativa: adlas, ridmo, édnico, admósfera, Adlántico, ednología.
Hay palabras en las que la [t] no se pronuncia como en istmo.
Pronunciación de la [k]: En la articulación de esta velar oclusiva sorda, el postdorso de la lengua se eleva contra el velo del paladar, cerrando por completo la salida del aire espirado, la punta de la lengua desciende hasta las encías de los incisivos inferiores, el velo del paladar permanece cerrado, la glotis sorda y la explosión es algo más débil que en [p] y [t]. Ejemplos: caza, loco, terco, cinco.
Hay que tener en cuenta que en el grupo ct la c se pronuncia solamente como “k” implosiva, sin explosión perceptible. En estas ocasiones, para pronunciar esta k, la lengua solo llega a formar la oclusión un instante antes de pasar a la articulación de la [t] siguiente. Por lo tanto, en la conversación cotidiana, gran parte de esta k se articula como fricativa sonora. Ejemplos: actuar, actriz, actor.
La [k] es final en algunas palabras de raíz extranjera, en las cuales esta consonante también se pronuncia implosiva y relajada, llegando a veces a oírse como una [g] más o menos sorda. Ejemplos: frac, cognac. Muchas veces esta c final es suprimida en la pronunciación.
Oclusivas puras y oclusivas aspiradas: La pronunciación de las consonantes /p, t, k/ iniciales de sílaba, resulta pura o aspirada, según el momento, en que, terminada propiamente la articulación de la consonante, empiezan a vibrar las cuerdas vocales, en ambos casos la oclusión es igualmente sorda, la diferencia radica en el modo de producirse la explosión. 
En las oclusivas puras, apenas cesa el contacto de los órganos bucales, empiezan las vibraciones de la glotis, resultando la explosión completamente o en su mayor parte sonora. Ejemplos de ello son las palabras padre, todo, casa. 
En las oclusivas aspiradas la sonoridad empieza algo más tarde, percibiéndose durante la explosión un tenue soplo sordo, como una breve [h] aspirada, que se interpone entre el momento de la tensión de la consonante oclusiva y el sonido siguiente. Por ejemplo, padre se pronunciaría como p[h]adre”, todo se pronunciaría como t[h]odo y casa pasaría a ser c[h]asa. 

#### Sonoras
Pronunciación de la [b]: La articulación de esta consonante bilabial oclusiva sonora se produce con la glotis sonora y los demás órganos presentan una tensión muscular algo menor que en [p]. Ejemplos: buenos días, búscalo, sombra, hombre.
En palabras como submarino o submúltiple se pronuncia una [b] implosiva muy débil y breve, la cual, muchas veces se convierte en [m] y se asimila a la [m] que la sigue y forma con ella una sola articulación que es un poco más larga que la de la [m] normal y se reparte entre las dos sílabas contiguas. 
Seguida de la [t], la b se articula como [p] en pronunciación lenta o esmerada, esto se observa en casos como obtener que se pronunciaría: "optener" y en la conversación familiar se realiza como una [β] fricativa.
Pronunciación de la [d]: En esta consonante dental oclusiva sonora, la articulación de la glotis es sonora, tiene una tensión muscular menor que en [t]. La punta de la lengua forma, por consiguiente, la articulación apoyándose contra la cara interior de los incisivos superiores. Ejemplos: doble, diciembre, conde, falda, domingo.
Pronunciación de la [g]: Es una consonante velar oclusiva sonora cuya articulación se produce con la glotis sonora, una tensión media y el resto de la articulación presenta las mismas características que [k]. Ejemplos: gobierno, ganancia, gallo, rango, sangriento, venganza, tinglado. 
En las oclusivas sonoras /b, d, g/ iniciales absolutas, las vibraciones laríngeas empiezan normalmente en español unas seis o siete centésimas de segundo antes de la explosión. En el caso de algunos extranjeros, alemanes e ingleses, tienden a pronunciar estas consonantes en dicha posición con vibraciones laríngeas demasiado tardías o demasiado débiles. Por ejemplo, en palabras como baño la oiríamos con el sonido [p] paño, palabras como deja con el sonido [t] teja y palabras como goma lo oiríamos con el sonido [k] coma. Para adaptarse a la pronunciación española, que en este punto guarda similitud con la francesa, la italiana y demás lenguas neolatinas, debe aminorarse la tensión muscular y procurar al mismo tiempo, que las vibraciones laríngeas resulten perceptibles antes de la explosión de la consonante, permitiendo una mayor elasticidad a las paredes bucales con el fin de que en su cavidad cerrada pueda almacenarse el aire que se escapa por la glotis durante la oclusión. Entretanto, el velo del paladar debe mantenerse elevado, impidiendo la salida del aire por las fosas nasales para que la pronunciación de estas consonantes resulte sonora.

### Distribución
En la realización general, los fonemas /p t k/ se realizan como oclusivas sordas sin aspiración, mientras que cada uno de los fonemas sonoros /b d ɡ/ tiene dos alófonos en distribución complementaria: las consonantes [b d ɡ] se realizarán como oclusivas en posición inicial absoluta, tras nasal, y, en el caso de /d/, también después de la lateral “l”. En los contextos restantes estas consonantes se realizarán como fricativas.
Aunque hay que tener presente que la caracterización básica de los fonemas no se aplica siempre a todas las variantes alofónicas de los mismos.

#### Consonantes oclusivas sordas
| FONEMAS       | /p/                     | /t/                   | /k/                  |
| ALÓFONOS      | [p]                     | [t]                   | [k]                  |
| CLASIFICACIÓN | Oclusiva bilabial sorda | Oclusiva dental sorda | Oclusiva velar sorda |

#### Consonantes oclusivas sonoras
| FONEMAS       | /b/                      | /d/                    | /g/                   |
| ALÓFONOS      | [b]                      | [d]                    | [g]                   |
| CLASIFICACIÓN | Oclusiva bilabial sonora | Oclusiva dental sonora | Oclusiva velar sonora |

#### ¿Cuándo se realizan /b/, /d/, /g/ como oclusivas?
Las consonantes /b/, /d/, /g/ se realizan como oclusivas en los siguientes casos:
- En posición inicial absoluta. Sirve cualquier ejemplo en que dicha consonante vaya en la posición indicada sin que la preceda ningún grupo fónico. Ejemplo: buenos días, diente, gafas
- Interior de grupo en contacto con nasal anterior. Ejemplos: hombre, vender, venganza…
- En contacto con una “l” precedente solo la “d” se vuelve oclusiva. Ejemplo: falda

#### ¿Cuándo se realizan /b/, /d/, /g/ como fricativas?
En todos los demás casos, que no sean los citados en el apartado anterior, estas consonantes se realizarán como fricativas.
Es decir, inicial de sílaba entre vocales (lobo, escudo, rogar) inicial de sílaba entre vocal y consonante (pobreza, cuadro, agradable) inicial de sílaba entre consonante y vocal (arboleda, orden, colgar) inicial de sílaba entre consonantes (desbrozar) final de sílaba ante consonante sonora o sorda (abnegación, adjetivo, dogmático) y final de palabra (Jacob, verdad, zigzag).

#### Las oclusivas sonoras en posición final
En posición final la realización de las oclusivas sonoras es variable y sufre diversos cambios 
dependiendo de cada hablante:
- La /b/ final se da en palabras prestadas como club, en donde en la conversación hablada, a veces se suprime.
- En español, solo la /d/ es frecuente al final de palabra. Además de la articulación fricativa, puede eliminarse como por ejemplo en la palabra verdad pronunciada como “verda” o sustituirse por otras consonantes (dependiendo de la zona geográfica) verdad se transforma en “verdat” o “verdaz”
- La /g/ final es muy infrecuente; solo se encuentra en palabras prestadas como grog o zigzag.

#### Archifonemas
Cuando se encuentran en posición posnuclear se pierde la oposición fonológica entre sordas y sonoras. 
Ejemplos: 
[ábside] = /áBside/
[admirar] = /aDmiraR/
[resignación] = /resiGnacióN/

## Caracterización acústica

### Espectrogramas

#### Las consonantes oclusivas sordas
Las consonantes oclusivas sordas [p], [t] y [k] se caracterizan en el espectrograma por la existencia de una zona blanca, en la que no se aprecia energía que corresponde a la fase articulatoria de cierre. Esta ausencia total de zonas de frecuencia en el momento de la tensión es debida a que los órganos fonatorios entran en contacto e impiden la salida del aire (duración de la oclusión). 
La fase de abertura, con su explosión, se manifiesta en el espectograma como una barra vertical que constituye una zona muy breve de energía sonora aperiódica denominada barra de explosión. La cual varía dependiendo de las características de cada consonante, en el caso de [p] es muy fina, sin embargo es más visible para [t] y claramente más gruesa en [k]. La barra de explosión muestra la energía que liberan los órganos fonatorios cuando se separan bruscamente para dejar paso al aire procedente de los pulmones. La liberación es instantánea para la consonante oclusiva bilabial, puesto que el obstáculo se sitúa en la zona más externa del canal fonatorio; es algo más lenta en el caso de la consonante oclusiva dental, porque el obstáculo se sitúa en una zona más interna del canal fonatorio, y es más lenta todavía para la consonante oclusiva velar, dado que el aire debe recorrer la zona del canal fonatorio supraglótico desde la zona en la que se separan los articuladores hasta que sale.
Finalmente, debemos apreciar en el espectrograma el breve intervalo de tiempo que corresponde al momento en que el aire sale por la glotis, este intervalo se sitúa entre la barra de explosión y el inicio de la sonoridad de la vocal y recibe el nombre de tiempo de inicio de la sonoridad. La variabilidad de su duración viene marcada por la zona de articulación de la consonante.

#### Las consonantes oclusivas sonoras
Las consonantes [b], [d] y [g] presentan las mismas características articulatorias y acústicas que las sordas. Aunque hay algunas diferencias, como por ejemplo el hecho de que en las sonoras, las cuerdas vocales vibran durante la fase de oclusión, generando una banda de frecuencias muy bajas que se denomina barra de sonoridad en la que aparecen estrías verticales y el formante grave que refleja el sonido producido por la vibración de las cuerdas vocales. Sin embargo, la fase de oclusión de las sordas, como se ha indicado en el apartado anterior, es silenciosa. Por lo tanto, la duración de la fase oclusiva suele ser mayor en las consonantes oclusivas sonoras que en las sordas. 
Durante la producción de todos los alófonos de /b/, /d/, /g/, una parte de la energía acumulada en el tracto vocal se libera a través del movimiento de vibración de las cuerdas vocales; en cambio, durante la realización de las oclusivas sordas, el obstáculo que se forma en la cavidad supraglótica impide completamente la salida del aire, y la energía acumulada ejerce una fuerte presión que obliga a los órganos fonatorios a separarse y a liberar el aire bruscamente y con rapidez. 
Acústicamente, en ambos tipos de oclusivas la duración de esta fase aumenta a medida que se va retrasando el lugar de articulación, a causa de la longitud de la zona del canal fonatorio que el aire debe recorrer hasta salir. Por lo tanto, la oclusión de las consonantes labiales [p] y [b] es la más breve; siguen, en duración, las consonantes dentales [t] y [d], y, finalmente, las oclusivas velares [k] y [g], que presentan la fase de oclusión más larga.
En el caso de los sonidos [b], [d] y [g], no existe un tiempo de inicio de la sonoridad después de la oclusión, pues, al tratarse de consonantes sonoras, se considera que su sonoridad comienza en el momento en el que las cuerdas vocales inician su movimiento vibratorio y llega de forma continua hasta el final de su producción.
Debido a que el movimiento que llevan a cabo las cuerdas vocales se concreta en un mayor consumo del esfuerzo articulatorio para la producción de las consonantes [b], [d] y [g], la cantidad de energía liberada a causa de la separación de los órganos fonatorios es menor en esta clase de sonidos, lo cual dificulta la apreciación de la barra de explosión en el espectrograma.
En conclusión, el análisis espectográfico de una consonante oclusiva permite detectar una zona sin energía (para las sordas) o con energía en las frecuencias bajas (para las sonoras) correspondiente a la fase de oclusión, y una fase de explosión, representada por la barra de explosión, que posee más energía en las consonantes sordas y menos energía en las consonantes sonoras. Para constatar la diferencia, desde el punto de vista acústico, de los lugares de articulación de los alófonos oclusivos, tanto sordos como sonoros, y proceder a su individualización, se deben tener presentes las diferencias que se aprecian en la duración de la fase de oclusión, las que se dan en la distribución de la energía en la fase de explosión, y especialmente, el comportamiento de los formantes de las vocales adyacentes, en particular del segundo formante.

## Rasgos acústicos de las consonantes oclusivas
|                              | P | B | T | D | k | G |
| Vocálico/no vocálico         | _ | _ | _ | _ | _ | _ |
| Consonántico/no consonántico | + | + | + | + | + | + |
| Denso/difuso                 | _ | _ | _ | _ | + | + |
| Grave/agudo                  | + | + | _ | _ | + | + |
| Sonoro/sordo                 | _ | + | _ | + | _ | + |
| Continuo/interrupto          |   |   |   |   |   |   |
| +                            | _ | + | _ | + |   |   |
| Estridente/mate              | _ | _ | _ | _ | _ | _ |
| Orales/nasales               | + | + | + | + | + | + |